# The Nightmare (documental)
The Nightmare es un documental estadounidense de 2015 dirigido por Rodney Ascher. La producción fue estrenada el 26 de enero en el Festival de Sundance y se centra en la parálisis del sueño. El propio Ascher comentó haber padecido dicho trastorno en el pasado y decidió tratar el tema.
El equipo técnico estuvo buscando participantes vía You Tube mediante vídeos y mensajes de grupo aparte de leer media docena de libros para documentarse.

## Trasfondo
La parálisis del sueño es una incapacidad transitoria para realizar cualquier tipo de movimiento voluntario que tiene lugar durante el periodo de transición entre el estado de sueño y el de vigilia. Puede ocurrir en el momento de comenzar a dormir o en el de despertarse y suele acompañarse de una sensación de gran angustia. Su duración suele ser corta generalmente entre uno y tres minutos, tras los cuales la parálisis cede espontáneamente. Durante el episodio, la persona está totalmente consciente, pero es incapaz de moverse o hablar ni abrir los ojos además de padecer alucinaciones y experiencias físicas que pueden llevar a la persona a pensar que están acompañados por una "presencia", lo que puede provocar gran ansiedad.
En el documental se entrevista a ocho personas que aseguran haber sufrido este fenómeno en el que se ven incapaces de hacer frente a lo que —creen— puede ser una pesadilla. El relato ofrecido por cada entrevistado es dramatizado por actores profesionales.

## Recepción
Las críticas recibidas fueron en su mayoría positivas. Desde Rotten Tomatoes valoraron el documental con un 62% de nota de un total de 13 comentarios. La misma valoración recibieron en otros medios como Indiewire, Screen Daily y Variety, esta última fue más dispar y comentó las recreaciones "surrealistas y descaradas dignas de historias de terror para dormir", por otro lado señaló que "los juegos visuales de principiante avanzado de Ascher no llega a la altura de Room 237, aunque comparte la misma afección excéntrica de los narradores del mencionado documental mediante imágenes estremecedoras." En Crave Online hicieron hincapié en el Festival de Cine de Sundance donde un crítico "gritó de placer" y señaló que "aunque Ascher no entrevistase a ningún científico o neurólogo, estas ausencias le dieron al proyecto una atmósfera efectiva de terror.